# Ministerstwo Transportu Drogowego i Lotniczego
Ministerstwo Transportu Drogowego i Lotniczego – polskie ministerstwo istniejące w latach 1951–1957, powołane z zadaniem organizacji i nadzoru spraw ruchu drogowego i lotniczego. Minister był członkiem Rady Ministrów.

## Powołanie urzędu
Na podstawie ustawy z 1951 r. o organizacji władz w dziedzinie komunikacji ustanowiono nowy urząd Ministra Transportu Drogowego i Lotniczego, w miejsce zniesionego urzędu Ministerstwa Komunikacji.

## Ministrowie
- Jan Rustecki (1951–1957)
- Ryszard Strzelecki (1957)

## Zakres działania urzędu
Do zakresu działania  urzędu należało:
- naczelne kierownictwo, budowy i utrzymania dróg publicznych oraz lotnisk i szybowisk dla potrzeb lotnictwa cywilnego i sportu lotniczego;
- wydawanie przepisów o budowie, utrzymaniu i eksploatacji  dróg publicznych;
- wydawanie przepisów o ruchu i bezpieczeństwie drogowym i lotniczym oraz nadzór nad ich wykonywaniem;
- organizowanie publicznego transportu drogowego i jego obsługi technicznej oraz cywilnego transportu lotniczego;
- normowanie techniczne oraz typizacja budowli, urządzeń i sprzętu w zakresie transportu drogowego i lotniczego oraz w zakresie lotnictwa sportowego;
- koordynowanie przewozów samochodowych;
- kontrola ruchu samochodowego  oraz wykonywanie przepisów o racjonalnej gospodarce samochodowej;
- wydawanie przepisów o rejestracji pojazdów, wydawanie praw jazdy oraz zezwoleń na prowadzenie zakładów transportu drogowego i jego obsługi;
- prowadzenie rejestru cywilnych statków powietrznych i rejestru pilotów;
- prowadzenie przedsiębiorstw produkcyjnych, budowlanych, projektowych oraz handlowo-usługowych, związanych z budową dróg publicznych oraz transportem drogowym i lotniczym;
- wydawanie przepisów przewozowych dla transportu drogowego i lotniczego;
- wydawanie taryf na przewozy osób, bagażów i towarów w transporcie drogowym i lotniczym na zasadach ustalonych szczególnymi przepisami;
- wydawanie przepisów o przewozie poczty w publicznym transporcie samochodowym i lotniczym.

## Zniesienie urzędu
Na podstawie ustawy z 1957 r. o zmianach w organizacji i zakresie działania naczelnych organów administracji państwowej w niektórych gałęziach przemysłu, budownictwa i komunikacji zniesiono urząd Ministra Transportu Drogowego i Lotniczego.